# 660

660(육백육십)은 659보다 크고 661보다 작은 자연수다.

## 수학
- 합성수로, 그 약수는 총 24개다. (1, 2, 3, 4, 5, 6, 10, 11, 12, 15, 20, 22, 30, 33, 44, 55, 60, 66, 110, 132, 165, 220, 330, 660)
  - 660의 진약수의 합은 1356이므로, 660은 과잉수다.
- 하샤드 수다.
- {\displaystyle 660=101+103+107+109+113+127}
  - 연속하는 소수(素數) 6개의 합으로 나타낼 수 있으며, 이 성질을 지닌 앞의 수는 630, 다음 수는 690이다.
- {\displaystyle 660=67+71+73+79+83+89+97+101}
  - 연속하는 소수(素數) 8개의 합으로 나타낼 수 있으며, 이 성질을 지닌 앞의 수는 620, 다음 수는 696이다.
- {\displaystyle 660=8^{2}+14^{2}+20^{2}}
  - 공차가 6인 세 자연수의 제곱합으로 나타낼 수 있는 수다. 이 성질을 지닌 앞의 수는 579, 다음 수는 747이다.
- {\displaystyle 89^{2}-1}, {\displaystyle 23^{4}-1}은 660으로 나누어떨어진다.

## 과학
- NGC 660(영어판): 물고기자리 방향에 있는 극고리은하.

## 교통

### 철도
- 660호대 증기 기관차

### 도로
- 오토루트 660호선(프랑스어판): 프랑스의 고속도로.
- 현도 제660호선

## 군사
- U-660(영어판): 제2차 세계 대전에 사용된 나치 독일의 군용 잠수함.

## 문화유산
- 대한민국의 보물 제660호: 최희량 임란관련 고문서 - 첩보서목

## 기타
- 연도: 660년, 기원전 660년
- 660년대
- 한국십진분류법에서 사진 예술에 관한 책들이 분류되는 번호.
- 660 피프스 애비뉴(영어판): 미국 뉴욕주 맨해튼에 있는 사무용 건물.
- 지역번호 중 031은 경기도 화성시의 전화번호, 033은 강원도 강릉시의 전화번호, 041은 충남 서산시의 전화번호, 061은 전남 여수시의 전화번호이다.